# Susan Schut
Susan Schut (* 28. März 2003 in Apeldoorn) ist eine niederländische Volleyballspielerin.

## Karriere
Schut begann ihre Karriere in der Heimatstadt bei Dynamo Apeldoorn. Dort kam sie im Februar 2017 als 13-Jährige erstmal in der ersten Mannschaft des Vereins zum Einsatz. 2020 wechselte die Außenangreiferin zum VC Zwolle. Im Januar 2024 wurde sie vom deutschen Bundesligisten SSC Palmberg Schwerin nachverpflichtet. Mit dem Verein wurde sie in der Saison 2023/24 noch deutsche Vizemeisterin. Anschließend wechselte Schut zum Ligakonkurrenten Ladies in Black Aachen.